# Palacio de los Momos

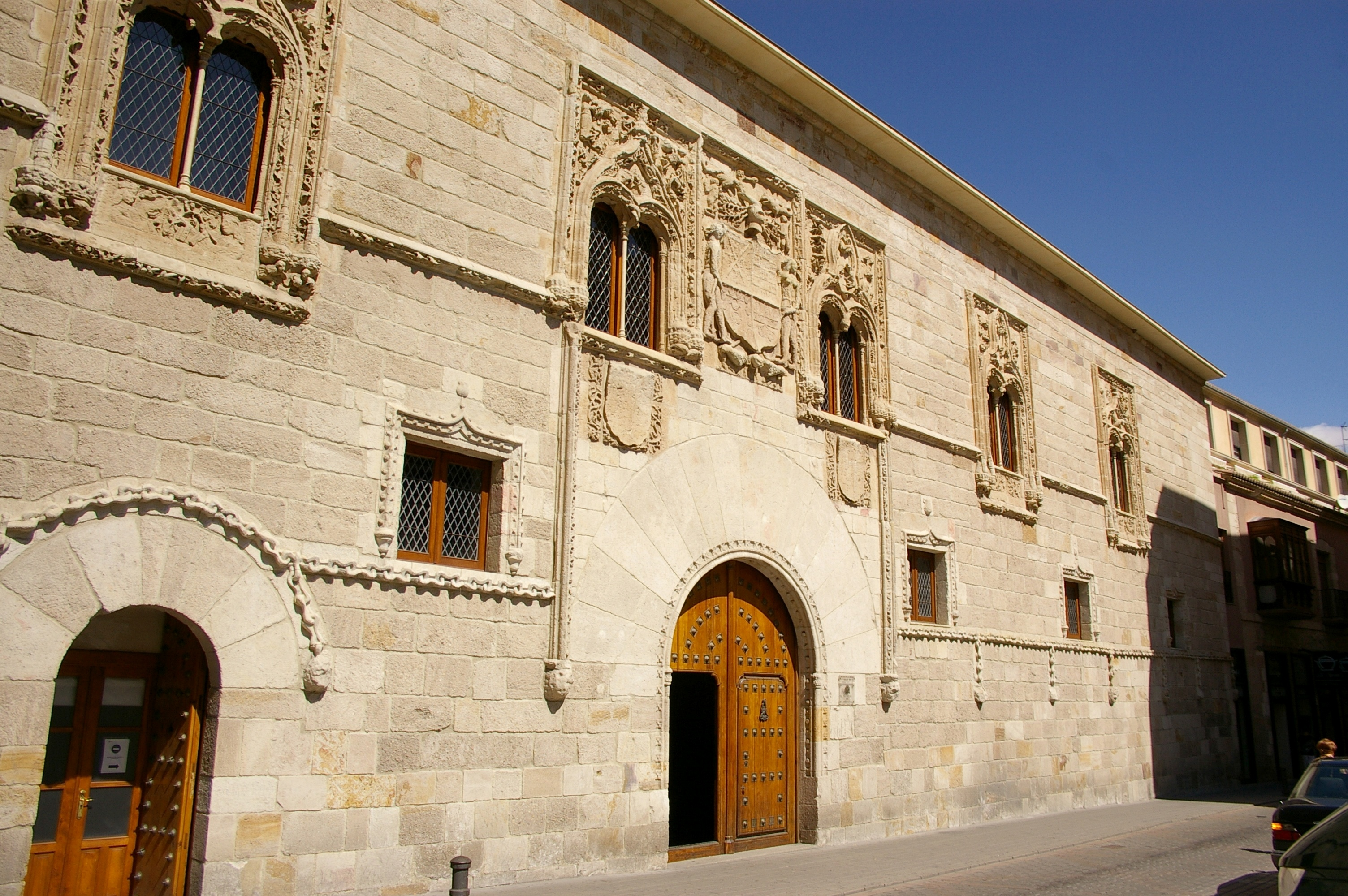
Palacio de los Momos

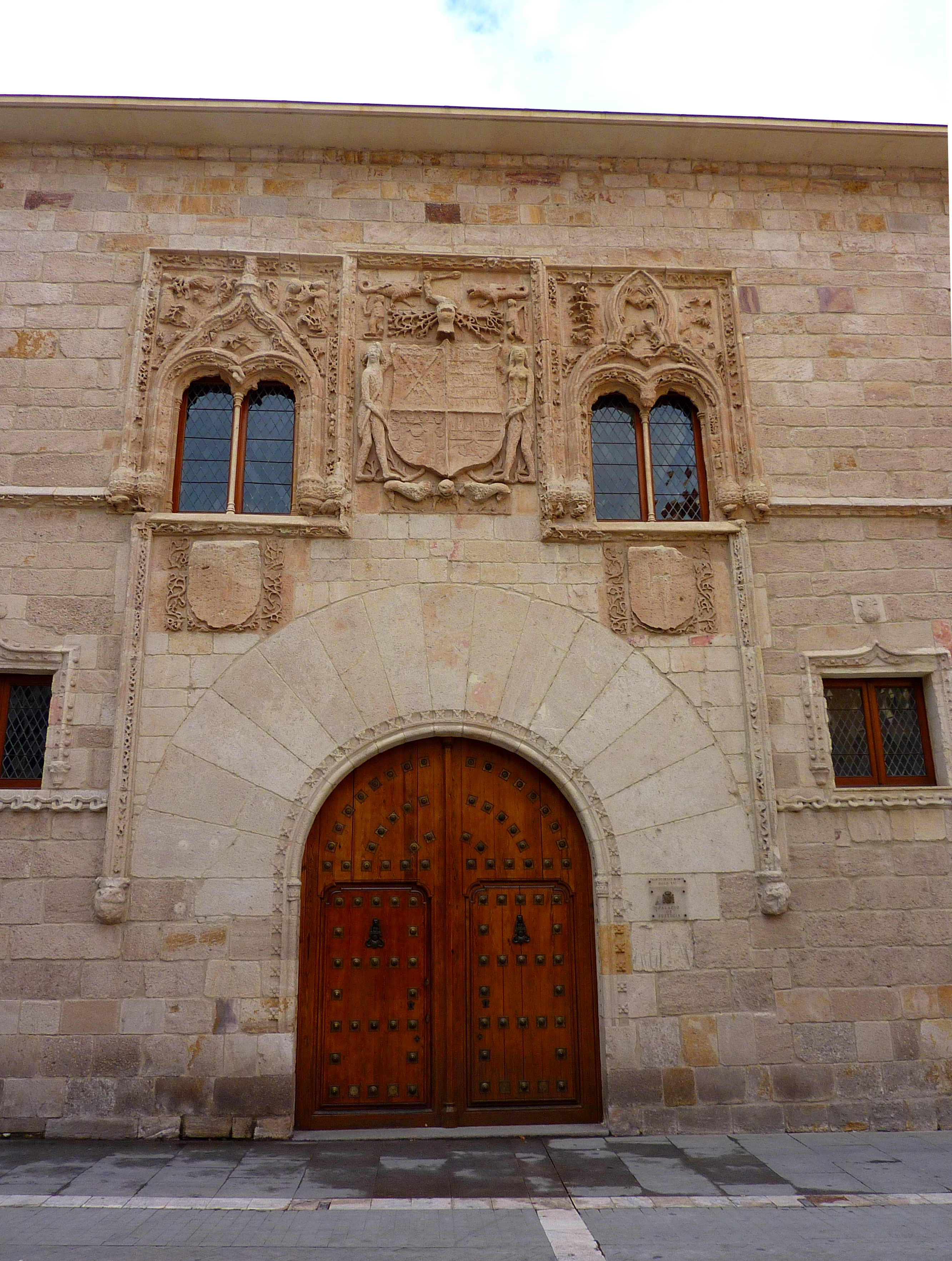
Portalzone

Der Palacio de los Momos ist ein ehemaliger Adelspalast in Zamora, einer spanischen Stadt in der Autonomen Gemeinschaft Kastilien und León, der im 15. Jahrhundert errichtet wurde. Die Fassade des Gebäudes ist seit 1922 als Baudenkmal (Bien de Interés Cultural) geschützt.

## Geschichte
Der Palast an der Nr. 7 Calle San Torcuato wurde für Pedro Rodríguez de Ledesma, der Militärkommandant von Zamora war, errichtet. In den 1930er Jahren wurde das Gebäude zu einem Luxushotel umgebaut. Heute befindet sich der Justizpalast mit den Provinzialgerichten (Audiencias Provinciales de España) darin. Von dem Palast aus dem ausgehenden 15. Jahrhundert ist lediglich die Fassade erhalten.

## Beschreibung
An der Fassade des zweigeschossigen Gebäudes befinden sich viele Wappen und schmückende Bänder. Die Zwillingsfenster des Obergeschosses sind reich geschmückt im plateresken Stil.